# Vallée de Gère (Vienne)
La Vallée de Gère est l'un des quartiers de Vienne qui datent de l'Époque romaine. Prenant son nom de la rivière qui conflue avec le Rhône sous la Place Saint-Louis, il est divisé en trois quartiers : Saint-Martin, Lafayette et Cancanne.
Il est classé quartier prioritaire, avec 2 669 habitants en 2018.

## Géographie
Le centre-ville est entouré des quartiers Pipet et Vallée de Gère à l'est, Estressin et Mont Salomon au nord et L'Isle et Coupe-Jarret au sud.

### Vallée de Gère, trois quartiers

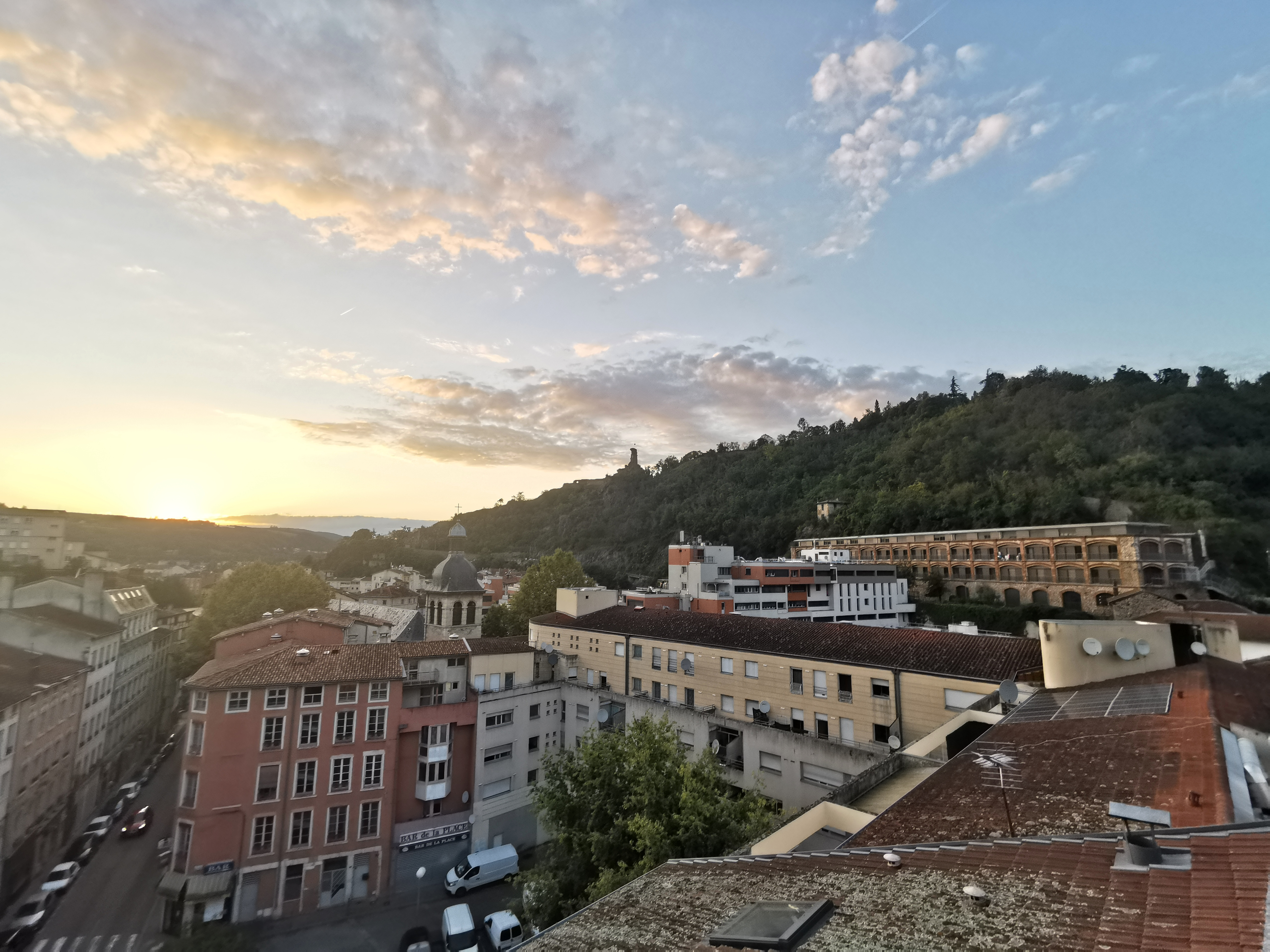
Mont Salomon derrière le quartier Saint-Martin, l'ancien usine Teytu est à droite en haut

L'ancien usine Proplan est devenu le nouveau siège du musée de l'industrie textile et une branche de la bibliothèque municipale,.  Le musée a été inauguré le 21 septembre 2019,.

#### Saint-Martin
Saint-Martin est un quartier situé dans le centre-ville et dans le quartier de la Vallée de la Gère. Il est centré sur l'église Saint-Martin et sur le pont Saint-Martin. C'est le quartier où on trouve le plus de logements sociaux dans la Vallée de Gère.

## Transports
Le quartier est desservi par les lignes 2 et 4 du réseau de bus L'va.

## Histoire

### De l'Antiquité à la Renaissance

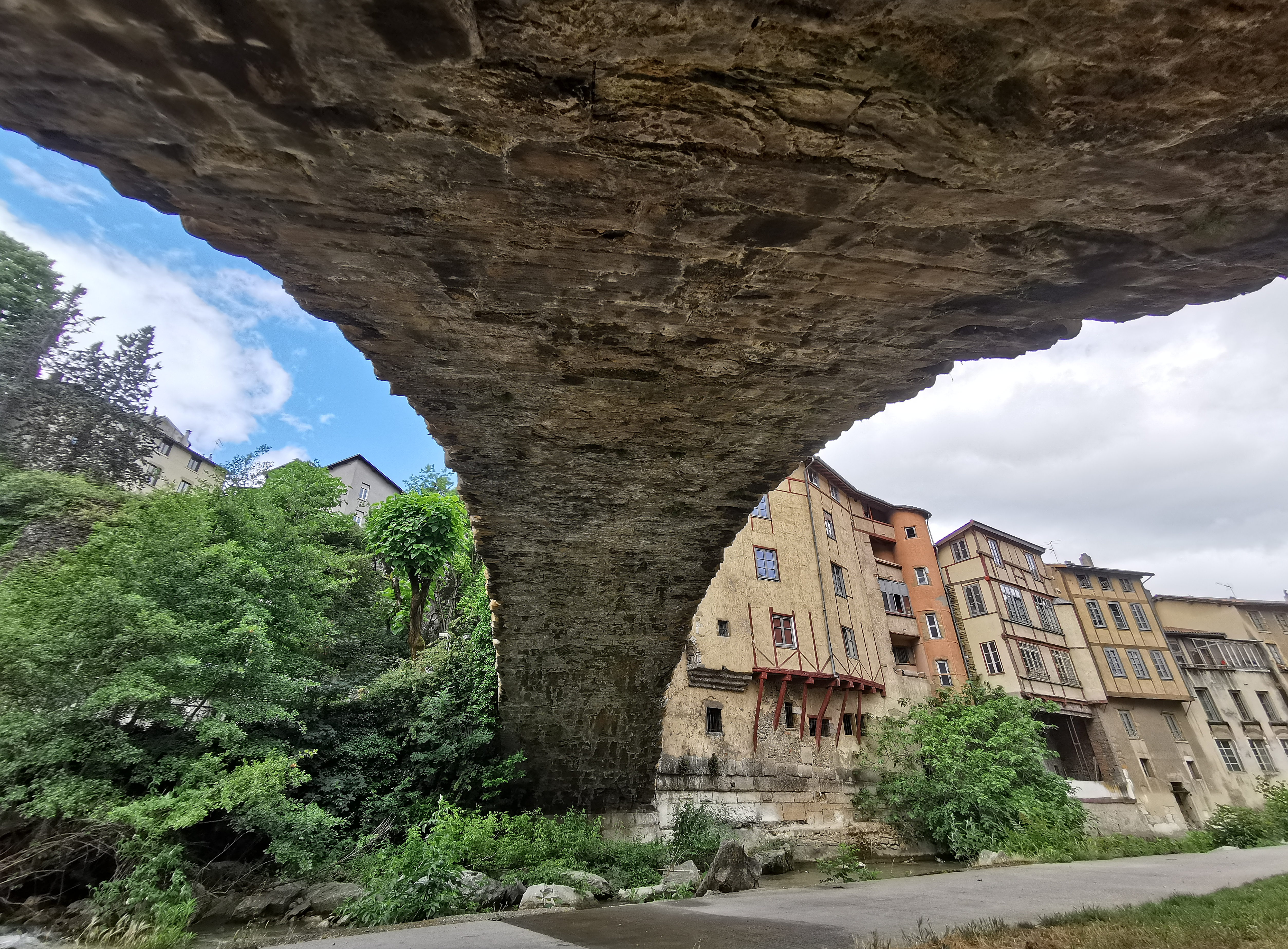
pont Saint-Martin (c. 1400) et les immeubles Petite Rue de la Cocarde

À l'époque romaine, la Vallée de Gère est un quartier urbanisé le long de la grande voie des Alpes. Les versants de la Vallée de Gère sont aménagés en terrasses et les eaux de la Gère sont utilisées par des artisans. Dans l'Antiquité tardive, des établissements religieux s'installent et l'artisanat reste actif. Au Moyen Âge, habitat et artisanat se replient à l'intérieur des enceintes. Les berges de la Gère accueille de multiples activités : auberges, moulins, forges, abattoirs ... Des maisons de cette époque sont conservées Petite Rue de la Cocarde et Rue du Port de l'Écu.  Le pont Saint-Martin date également du début XVIe siècle.

### Des temps modernes à Aujourd'hui

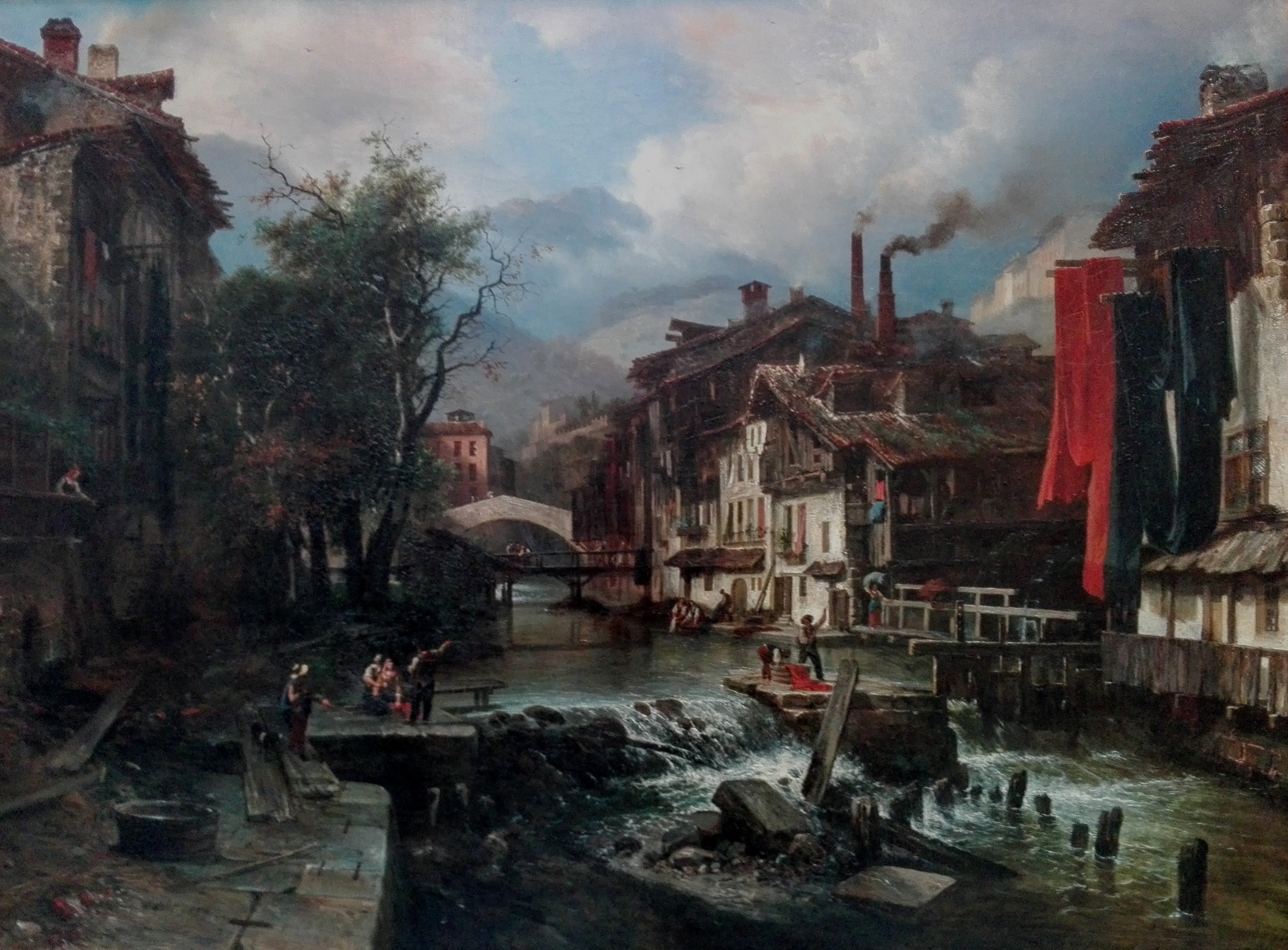
Vu des fabriques de la ville de Vienne, 1830.
Louis Étienne Watelet

Deux industries s'installent dans les années 1720 : la manufacture textile Charvet et la Fonderie d'Argent Blumenstein. Les crues ruinent souvent bâtiments et ponts, ce qui incite les consuls à édifier les Quais de Gères, achevés vers 1770. Les vestiges d'installations hydrauliques, comme celles du canal de Pusignan encore visible, résultent du remodelage de la rivière par les industriels au XIXe siècle. Les ouvriers travaillent à domicile jusqu'au milieu du XIXe siècle, puis les entrepreneurs construisent de grandes fabriques, dont de nombreuses usines textiles, et recrutent à l'extérieur de Vienne. Les bureaux de l'ancienne entreprise Vaganay, donnant sur la Place Drapière, sont ornés de ferronneries remarquables. Faute d'innovation et face à la concurrence accrue, l'industrie décline dans la 2e moitié du XXe siècle. Des usines sont réinvesties par de nouvelles industries (cordes Béal, tissus scéniques Téviloj), d'autres sont reconverties en bureaux ou logements.

## Édifices publics
- La Maison de Quartier de Saint-Martin
- Théâtre Saint-Martin

## Complexes sportifs
- Gymnase Vaganay

## Enseignement

### Enseignement maternel et primaire

#### Écoles maternelles
- École Jean Marcel
- École Lafayette

#### Écoles primaires
- École Lafayette

## Culture et patrimoine

### Urbanisme

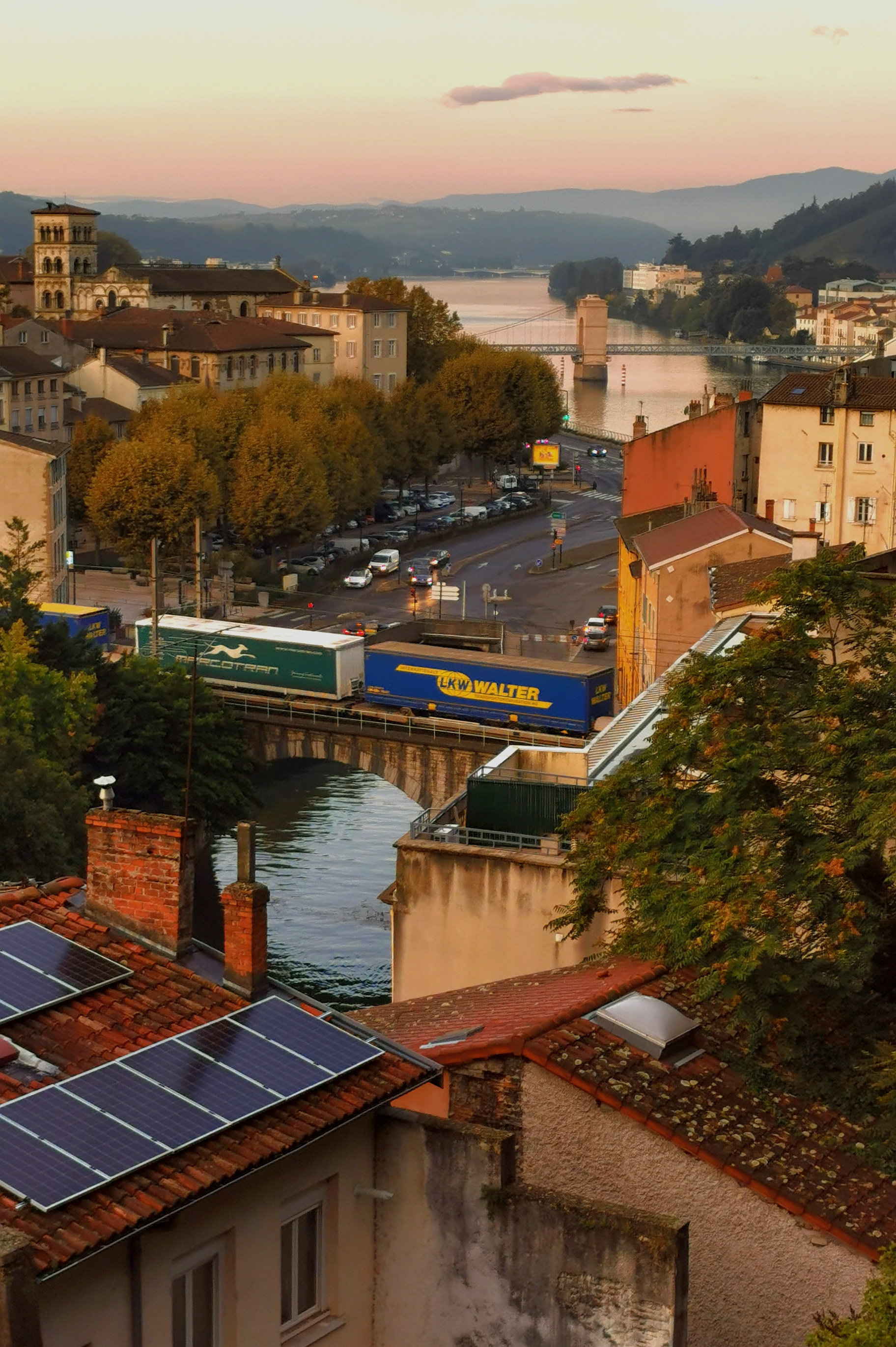
le pont ferroviaire traversant la Gère à 100 mètres de sa confluence avec le Rhône

Le Vallée de Gère s'organise le long de la Gère. Les quais de Gère sont l'axe principal, il traverse le quartier d'ouest en est.

### Monuments et lieux touristiques

#### Antiquité
- Le Site archéologique de la rue des Colonnes
- Les murs de soutènement romains

#### Moyen Âge
- Les vestiges de Notre-Dame-d'Outre-Gère
- Les vestiges de Saint-Sévère
- L'église Saint-Martin
- Le pont Saint-Martin

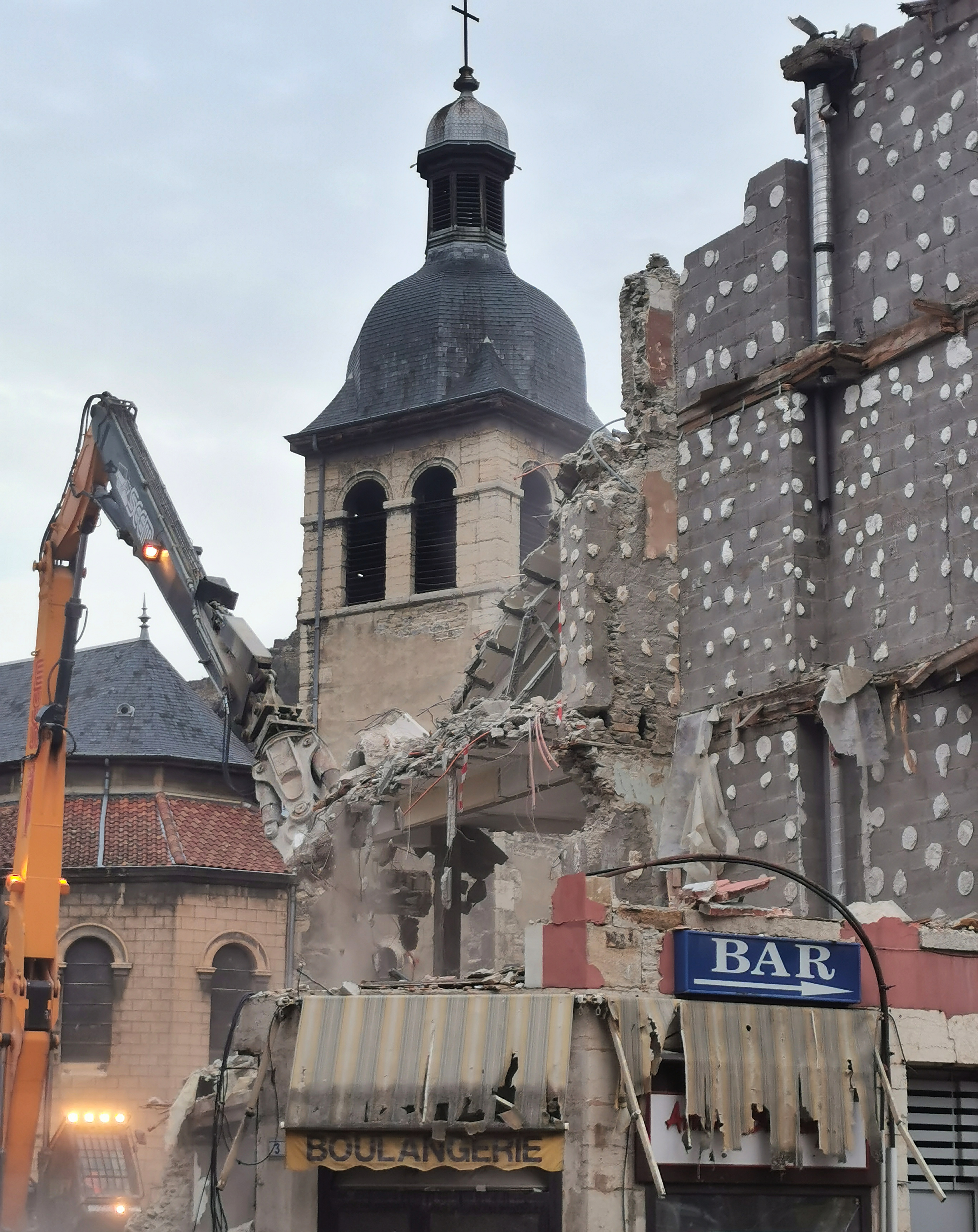
Enlèvement d'un immeuble (2022)
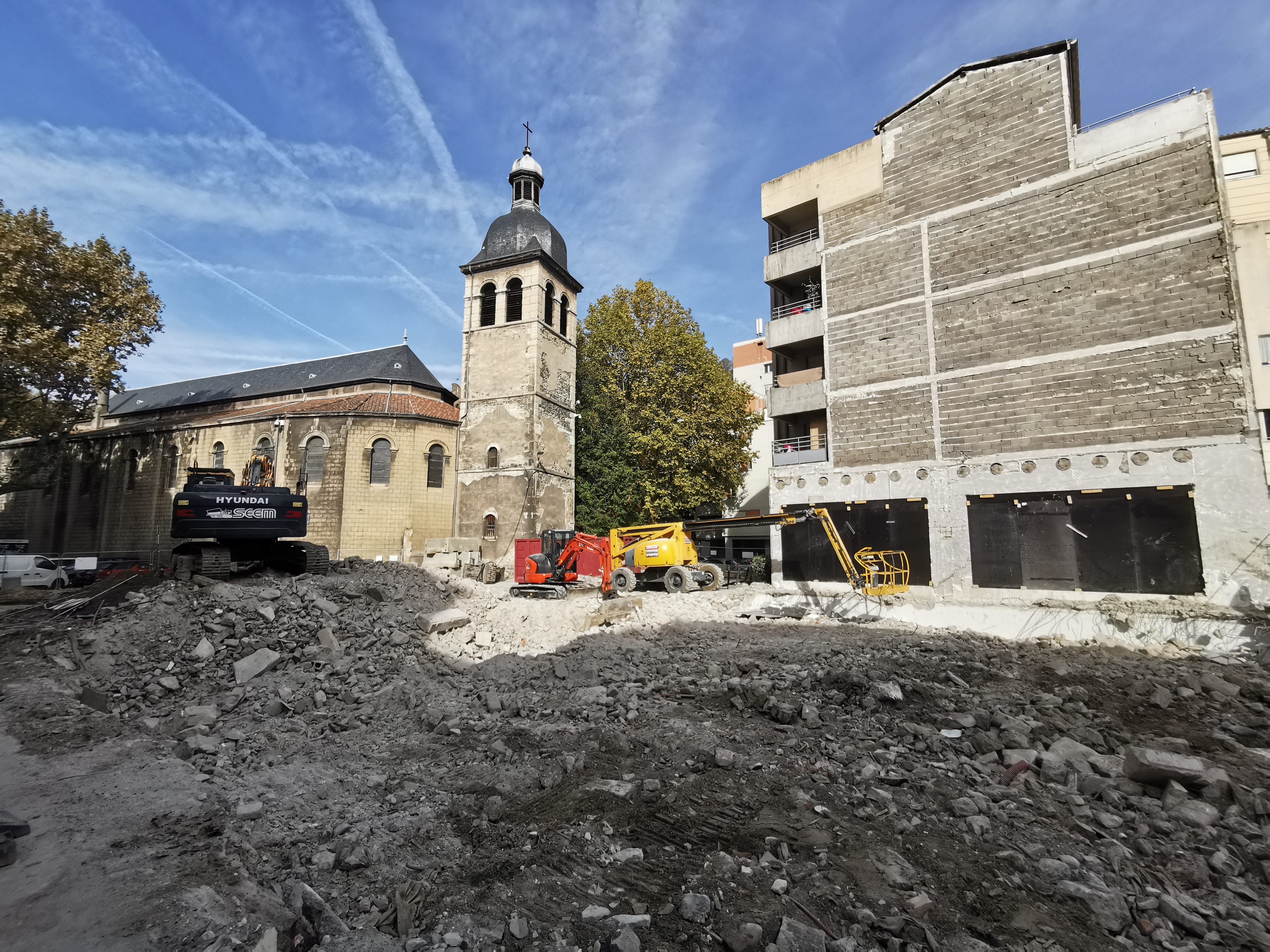
Déconstruction pour faire un parking et pour augmenter la visibilité de l'église
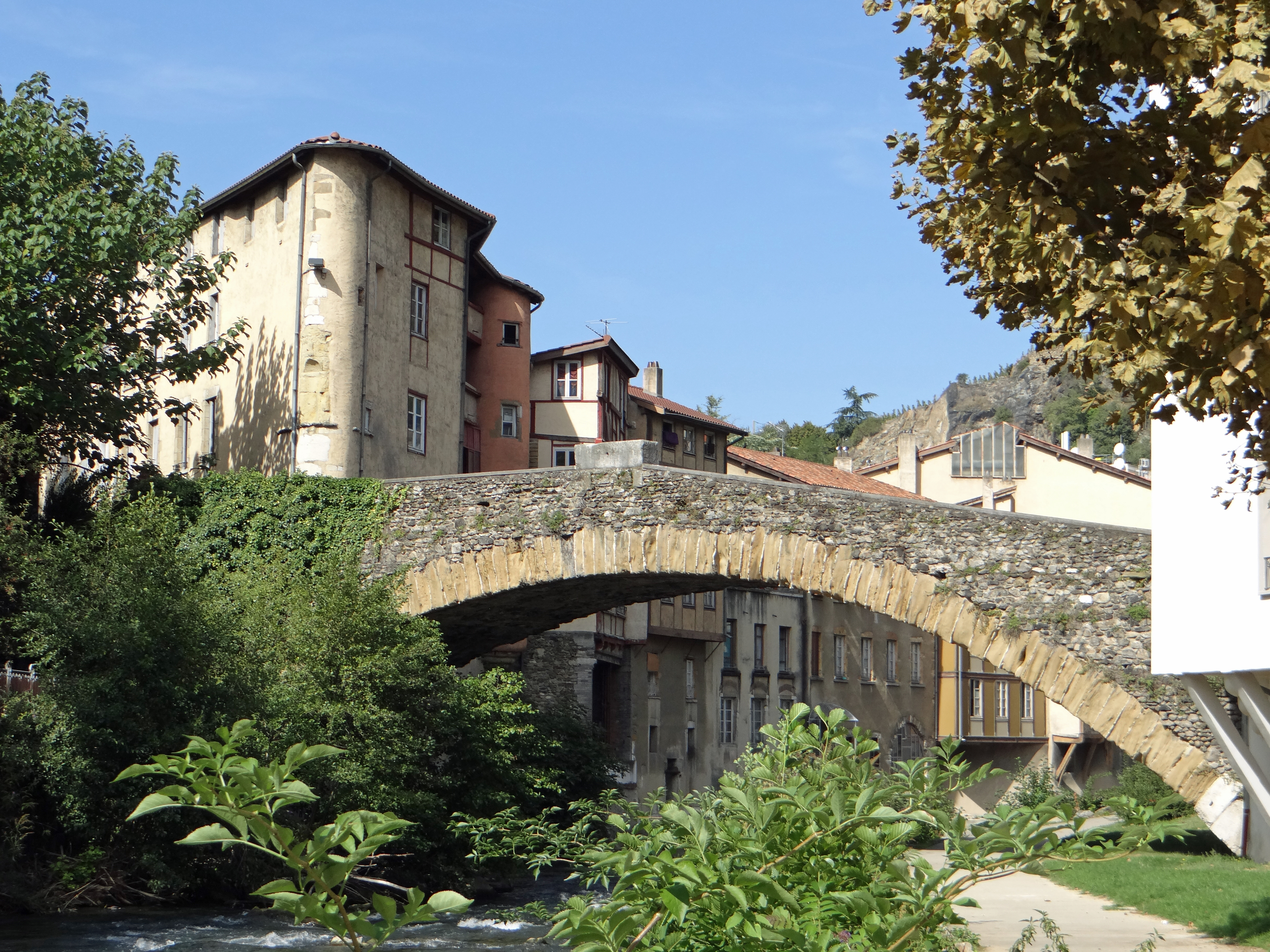
Pont Saint-Martin (2013)

#### XVIe–XIXesiècles
- L'ancien couvent des Colonnes
- L'ancienne usine Teytu
- L'ancienne manufacture Vaganay
- Le bâtiment monstre
- L'usine Béal
- La brasserie Windeck
- La fonderie d'argent
- La manufacture des chaussures Pellet
- L'ancienne minoterie Reygnier
- L'école Lafayette
- L'auberge-relais de poste

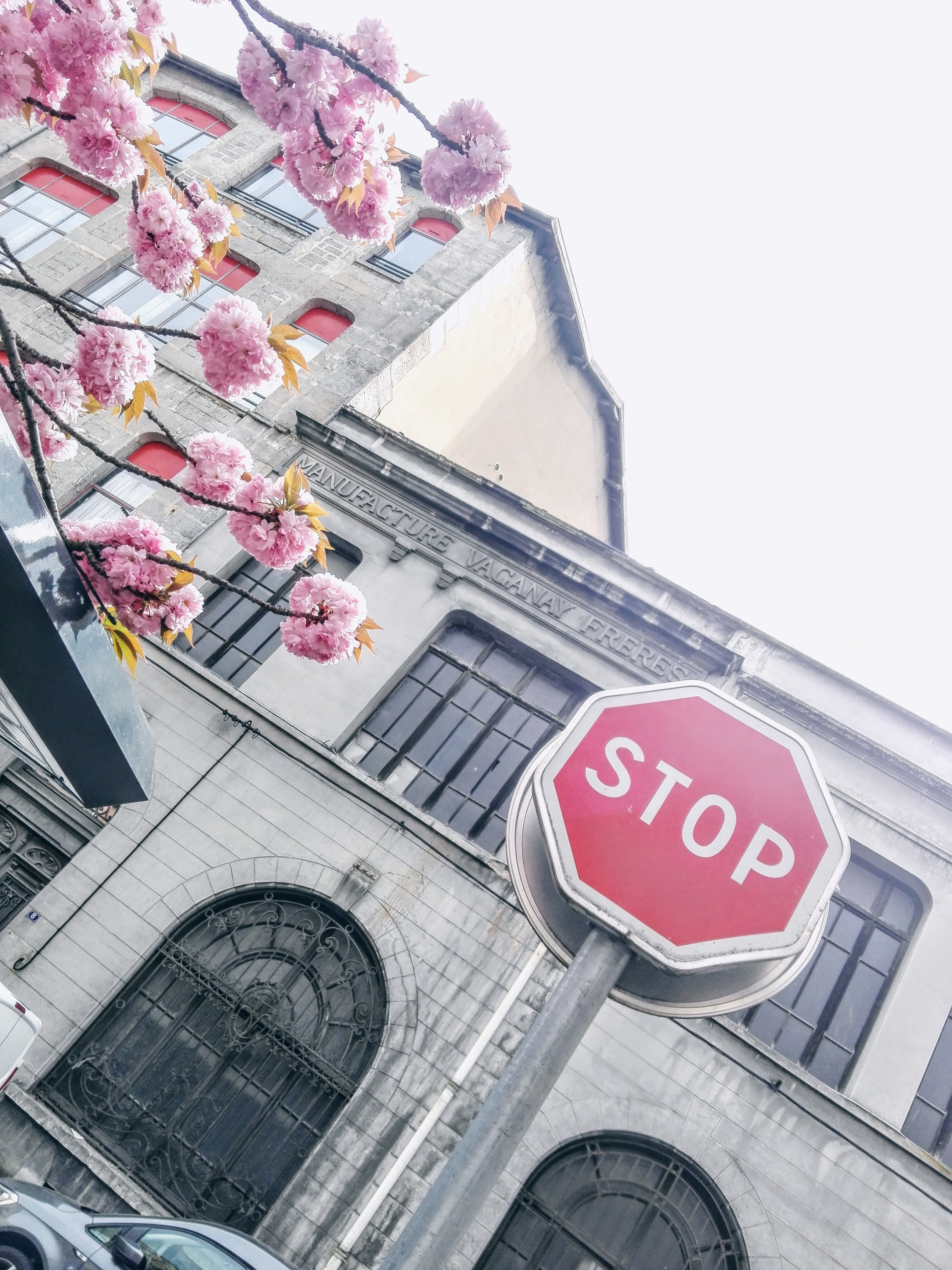
Manufacture Vaganay Frères
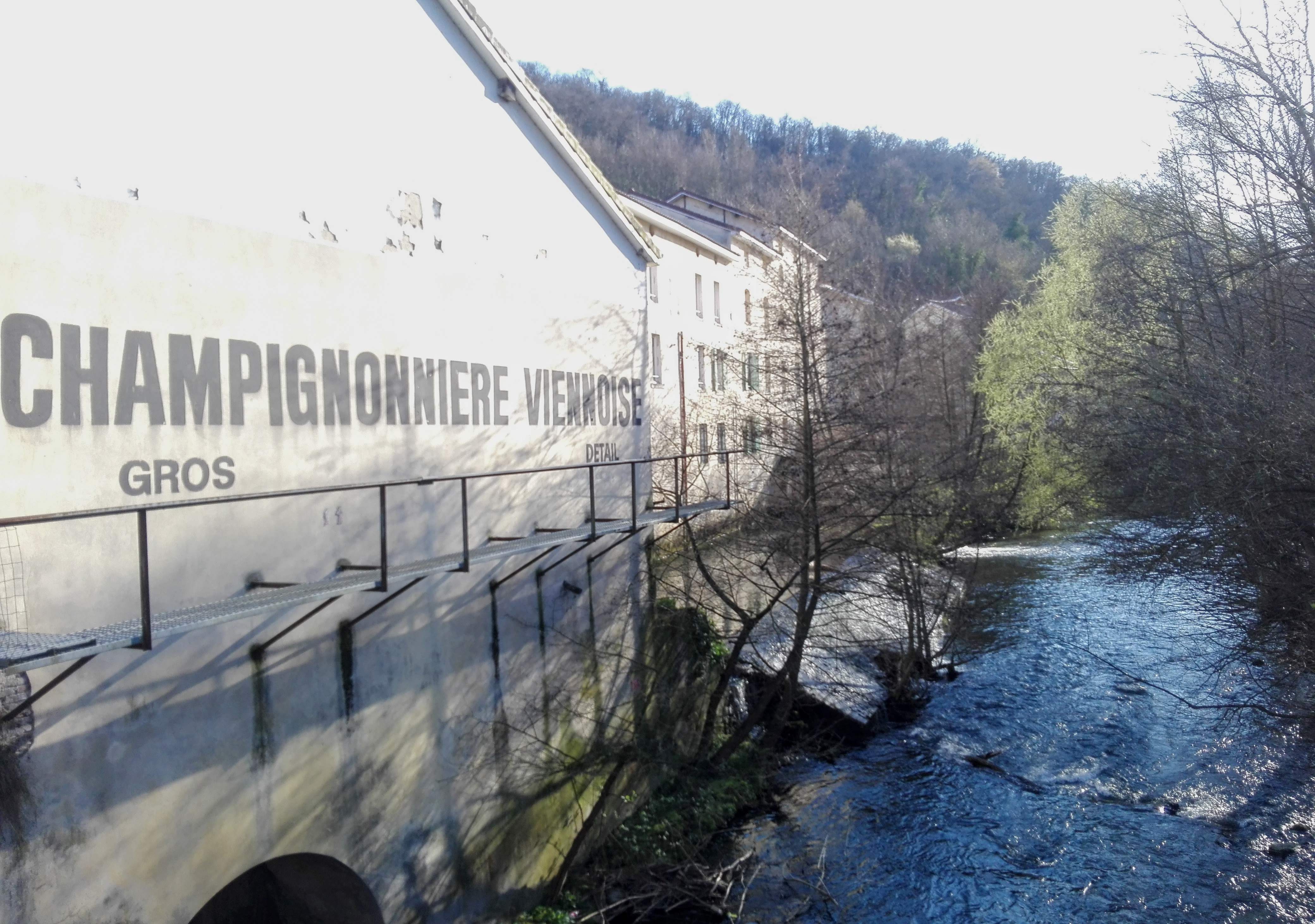
La minoterie REYGNIER portait longtemps le nom d'une champignonnière qui n'était plus

### XXIesiècle
- Musée de l'industrie textile

## Espaces Verts

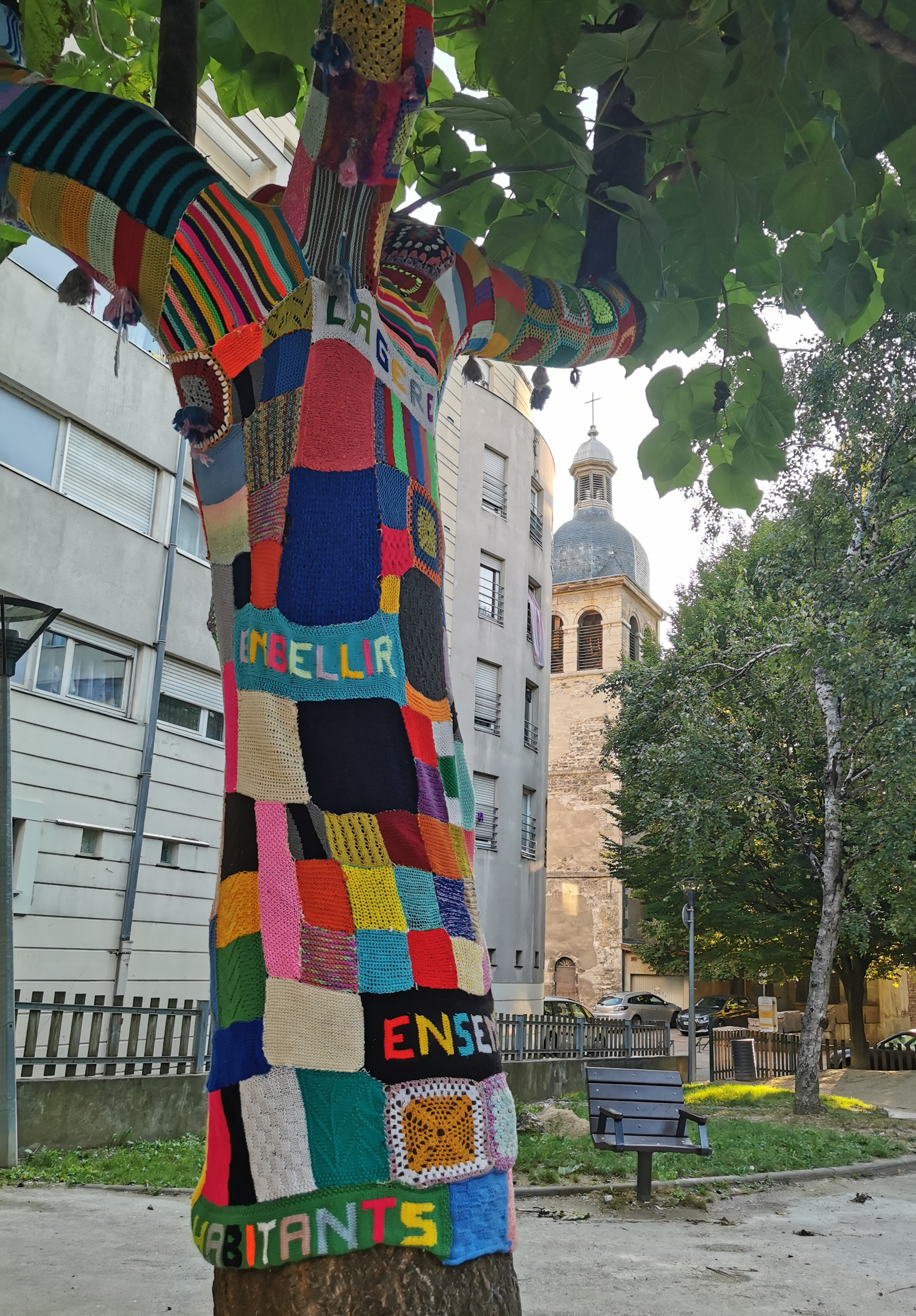
aire de jeux Saint-Martin

- Square Saint-Martin